# Erik Pérez
Erik Gregorio Pérez Ruvalcaba (Guadalupe, 19 novembre 1989) è un artista marziale misto messicano.
Conosciuto come Goyito, ha gareggiato in promozioni come Bellator MMA e Ultimate Fighting Championship.

## Carriera nelle arti marziali miste

### Ultimate Fighting Championship
Goyito Pérez ha affrontato John Albert il 1 giugno 2012 al The Ultimate Fighter 15 Finale in sostituzione di Byron Bloodworth, che è stato eliminato dal combattimento. Perez ha vinto l'incontro tramite una controversa sottomissione al braccio, poiché Albert non sembrava sottomettersi o toccare verbalmente, ma il combattimento è stato interrotto dall'arbitro.
Pérez ha affrontato Ken Stone l'11 agosto 2012 all'UFC 150. Ha vinto per KO al primo round in 17 secondi. Con questa vittoria, ha segnato il knockout dei pesi gallo più veloce nella storia dei pesi gallo UFC e WEC.
Pérez ha affrontato Byron Bloodworth il 29 dicembre 2012 all'UFC 155. Ha vinto l'incontro per KO tecnico al primo turno.
Pérez avrebbe dovuto affrontare Johnny Bedford il 27 aprile 2013 all'UFC 159. Tuttavia, si ritirò dal combattimento pochi giorni prima dell'evento citando un infortunio e fu sostituito da Bryan Caraway.
Pérez ha affrontato Takeya Mizugaki il 28 agosto 2013 all'UFC Fight Night 27. Ha perso l'incontro per decisione divisa.
Perez ha poi affrontato Edwin Figueroa all'UFC 167. Ha vinto l'incontro con decisione unanime.
Pérez ha affrontato Bryan Caraway il 7 giugno 2014 all'UFC Fight Night 42. Ha perso l'incontro per sottomissione con strangolamento da dietro nel secondo round.
Perez avrebbe dovuto affrontare Marcus Brimage il 15 novembre 2014 all'UFC 180. Tuttavia, Perez si è ritirato dall'incontro a metà ottobre a causa di un infortunio alla spalla.
Perez è stato brevemente collegato a un combattimento con Damian Stasiak il 21 novembre 2015 all'The Ultimate Fighter Latin America 2 Finale: Magny vs. Gastelum. Tuttavia, Stasiak è stato rimosso dal combattimento e sostituito da Taylor Lapilus. Ha vinto la battaglia con decisione unanime.
Pérez ha affrontato Francisco Rivera il 30 luglio 2016 all'UFC 201. Ha vinto l'incontro avanti e indietro con decisione unanime.
Pérez ha affrontato Felipe Arantes il 5 novembre 2016 all'The Ultimate Fighter Latin America 3 Finale: dos Anjos vs. Ferguson. Gli è stata assegnata una vittoria per decisione divisa.

### Combate Americas
Pérez ha firmato con Combate Américas il 31 ottobre 2017. Il 15 marzo 2018 è stato annunciato che il suo debutto sarebbe stato contro il pugile David "DJ" Fuentes. L'incontro ha avuto luogo il 20 aprile e Goyito ha vinto l'incontro per KO.
Pérez avrebbe dovuto essere l'headliner del Combate Américas Mexico vs USA contro John Castañeda il 13 ottobre 2018, ma l'incontro è stato rinviato a una data successiva perché Castañeda ha contratto un'infezione da stafilococco.
Pérez è poi stato il protagonista del Combate Américas: Combate Monterrey il 17 novembre 2018 contro Andrés Ayala. Ha vinto il combattimento tramite strangolamento posteriore al primo round.

### Bellator MMA
Perez ha firmato un contratto multi-combattimento con Bellator MMA. Ha fatto il suo debutto promozionale contro Toby Misech al Bellator 236 il 20 dicembre 2019, dove ha perso l'incontro per KO al primo turno.
Perez ha affrontato Josh Hill al Bellator 244 il 21 agosto 2020. Ha perso l'incontro con decisione unanime.
Ci si aspettava che Perez affrontasse Brian Moore al Bellator 258 il 7 maggio 2021. Tuttavia, Moore è risultato positivo al COVID-19 e si è ritirato dal combattimento. È stato sostituito da Blaine Shutt. Pérez ha vinto l'incontro con decisione unanime.
Pérez avrebbe dovuto affrontare Brett Johns il 16 ottobre 2021 al Bellator 268. Tuttavia, il 5 ottobre, è stato annunciato che Pérez era infortunato e l'incontro è stato annullato.
Perez avrebbe dovuto affrontare Cee Jay Hamilton, prendendo il posto di Jared Scoggins, il 22 aprile 2022 al Bellator 278. Perez, a sua volta, si ritirò dal combattimento e Hamilton non fu riprogrammato, ma invece fu pagato con i soldi per lo spettacolo, nonostante non si fosse pesato o combattuto.
Pérez ha affrontato Enrique Barzola il 10 marzo 2023 al Bellator 292. Ha perso l'incontro con decisione unanime.
L'8 febbraio 2024 Pérez è stato sciolto dal contratto con la promozione.

## Risultati nelle arti marziali miste
| Risultato | Record | Avversario        | Metodo                           | Evento                                                              | Data              | Round | Tempo | Città                       | Note                                                    |
| --------- | ------ | ----------------- | -------------------------------- | ------------------------------------------------------------------- | ----------------- | ----- | ----- | --------------------------- | ------------------------------------------------------- |
| Sconfitta | 20-9   | Enrique Barzola   | Decisione (Unanime)              | Bellator 292                                                        | 10 marzo 2023     | 3     | 5:00  | San Jose (California)       | Debutto nei pesi piuma.                                 |
| Vittoria  | 20-8   | Blaine Shutt      | Decisione (Unanime)              | Bellator 258                                                        | 7 maggio 2021     | 3     | 5:00  | Montville, Connecticut      |                                                         |
| Sconfitta | 19-8   | Josh Hill         | Decisione (Unanime)              | Bellator 244                                                        | 21 agosto 2020    | 3     | 5:00  | Montville, Connecticut      |                                                         |
| Sconfitta | 19-7   | Toby Misech       | KO                               | Bellator 235                                                        | 20 dicembre 2019  | 1     | 0:54  | Honolulu (Hawaii)           |                                                         |
| Vittoria  | 19-6   | Andres Ayala      | Sottomissione (rear-naked choke) | Combate Monterrey                                                   | 17 novembre 2018  | 1     | 3:39  | Monterrey                   |                                                         |
| Vittoria  | 18-6   | David Fuentes     | KO                               | Combate Estrellas 2                                                 | 20 aprile 2018    | 3     | 1:22  | Monterrey                   |                                                         |
| Vittoria  | 17-6   | Felipe Arantes    | Decisione (no unanime)           | The Ultimate Fighter Latin America 3 Finale: dos Anjos vs. Ferguson | 5 novembre 2016   | 3     | 5:00  | Città del Messico           |                                                         |
| Vittoria  | 16-6   | Francisco Rivera  | Decisione (unanime)              | UFC 201                                                             | 30 luglio 2016    | 3     | 5:00  | Atlanta (Georgia)           |                                                         |
| Vittoria  | 15-6   | Taylor Lapilus    | Decisione (Unanime)              | The Ultimate Fighter Latin America 2 Finale: Magny vs. Gastelum     | 21 novembre 2015  | 3     | 5:00  | Monterrey                   |                                                         |
| Sconfitta | 14-6   | Bryan Caraway     | Sottomissione (rear-naked choke) | UFC Fight Night: Henderson vs. Khabilov                             | 7 giugno 2014     | 2     | 1:52  | Albuquerque (Nuovo Messico) |                                                         |
| Vittoria  | 14-5   | Edwin Figueroa    | Decisione (Unanime)              | UFC 167                                                             | 16 novembre 2013  | 3     | 5:00  | Las Vegas, Nevada           |                                                         |
| Sconfitta | 13-5   | Takeya Mizugaki   | Decisione (no unanime)           | UFC Fight Night: Condit vs. Kampmann 2                              | 28 agosto 2013    | 3     | 5:00  | Indianapolis (Indiana)      |                                                         |
| Vittoria  | 13-4   | Byron Bloodworth  | TKO                              | UFC 155                                                             | 29 dicembre 2012  | 1     | 3:50  | Las Vegas, Nevada           |                                                         |
| Vittoria  | 12-4   | Ken Stone         | KO                               | UFC 150                                                             | 11 agosto 2012    | 1     | 0:17  | Denver, Colorado            | Il knockout più veloce nella storia dei pesi gallo UFC. |
| Vittoria  | 11-4   | John Albert       | Sottomissione (armbar)           | The Ultimate Fighter 15 Finale                                      | 1º giugno 2012    | 1     | 4:18  | Las Vegas, Nevada           |                                                         |
| Vittoria  | 10-4   | Paul McVeigh      | Decisione (unanime)              | BAMMA 8                                                             | 10 dicembre 2011  | 3     | 5:00  | Nottingham                  |                                                         |
| Vittoria  | 9-4    | James Brum        | Sottomissione (rear-naked choke) | BAMMA 7                                                             | 10 settembre 2011 | 1     | 3:31  | Birmingham                  |                                                         |
| Vittoria  | 8-4    | Douglas Frey      | Decisione (unanime)              | Shark Fights 17: Horwich vs. Rosholt 2                              | 15 luglio 2011    | 3     | 5:00  | Frisco (Texas)              |                                                         |
| Vittoria  | 7-4    | Jesse Thorton     | Sottomissione (rear-naked choke) | STFC 15: Nature of the Beast                                        | 15 aprile 2011    | 2     | 2:34  | McAllen (Texas)             |                                                         |
| Vittoria  | 6-4    | France Atala      | Sottomissione (rear-naked choke) | Triple A Promotions                                                 | 12 marzo 2011     | 1     | 1:53  | Laredo (Texas)              |                                                         |
| Sconfitta | 5-4    | Jason Sampson     | Decisione (no unanime)           | STFC: 9/3/10                                                        | 3 settembre 2010  | 3     | 5:00  | McAllen (Texas)             |                                                         |
| Sconfitta | 5-3    | David Fuentes     | Sottomissione (armbar)           | STFC 11: Night of Champions                                         | 28 maggio 2010    | 3     | 3:01  | McAllen (Texas)             |                                                         |
| Vittoria  | 5-2    | Jeremiah Castillo | Sottomissione (armbar)           | SCA: Duke City Fall Brawl 2                                         | 25 novembre 2009  | 1     | 2:23  | Albuquerque (Nuovo Messico) |                                                         |
| Vittoria  | 4-2    | Fabian Jacquez    | Sottomissione (rear-naked choke) | DCMMAS: Duke City MMA Series 2                                      | 25 luglio 2009    | 1     | 0:55  | Albuquerque (Nuovo Messico) |                                                         |
| Vittoria  | 3-2    | Albert Martinez   | TKO                              | STFC 6: Evolution                                                   | 11 aprile 2009    | 1     | 2:17  | Odessa, Texas               |                                                         |
| Vittoria  | 2-2    | Sabino Becerra    | Sottomissione (triangle choke)   | STFC 4: Fuentes vs. King                                            | 1 novembre 2008   | 1     | 3:29  | McAllen (Texas)             |                                                         |
| Vittoria  | 1-2    | Josh Scales       | TKO                              | STFC 3: War Zone                                                    | 2 agosto 2008     | 1     | 1:09  | McAllen (Texas)             |                                                         |
| Sconfitta | 0-2    | Alfredo Morales   | Decisione (unanime)              | Warriors Fighting Championship                                      | 28 giugno 2008    | 3     | 3:00  | Città del Messico           |                                                         |
| Sconfitta | 0-1    | Tim Snyder        | Decisione (unanime)              | STFC 2: Aftershock                                                  | 3 maggio 2008     | 3     | N/A   | Edinburg, Texas             |                                                         |